# Méliphage gracile
Microptilotis gracilis
Espèce
Statut de conservation UICN

 LC  : Préoccupation mineure
Le Méliphage gracile (Microptilotis gracilis) est une espèce de passereau de la famille des Meliphagidae.

## Répartition
Il peuple les îles Aru, le nord du Queensland et le sud de la Nouvelle-Guinée.

## Habitat
Il habite les forêts humides tropicales et subtropicales ainsi que les mangroves.